# Primula stricta
Espèce
Statut de conservation UICN

 LC  : Préoccupation mineure
Primula stricta est une espèce de plantes à fleurs de la famille des Primulacées.